# Cyperus cyprius
Cyperus cyprius — це вид смикавця, що поширений у деяких частинах Кіпру; ендемік.

## Морфологічна характеристика
Cyperus cyprius — багаторічна трав'яниста рослина з повзучим кореневищем, заввишки до 50 см.

## Середовище проживання
Приурочений до ширшого гірського масиву Троодос на висотах від 100 до 1550 метрів над рівнем моря. Вид зустрічається біля струмків і зрошувальних каналів на магматичних гірських схилах.

## Загрози й охорона
Основними загрозами є зміни в гідрологічних умовах, такі як видобуток ґрунтових вод, греблі або посуха, а також управління ділянками. Три субпопуляції розташовані в державних лісових угіддях (Національний лісовий парк Троодос і Пафоський ліс), які пропонуються об'єктами Natura 2000. Він занесений до Червоного списку Кіпру як вразливий D2.